# Zinkhydroxide
Zinkhydroxide is een anorganische verbinding van zink, met als brutoformule Zn(OH)2. De stof komt voor als een wit poeder, dat vrijwel onoplosbaar is in water. Het oplosbaarheidsproduct Ks bedraagt 3,0 × 10−17.

## Synthese
Zinkhydroxide kan worden bereid door aan een verzadigde oplossing van zinksulfaat een stoichiometrische hoeveelheid natriumhydroxide toe te voegen. Het onoplosbare zinkhydroxide slaat neer en kan afgefiltreerd worden:
{\displaystyle {\ce {ZnSO4 + 2NaOH -> Zn(OH)2 + Na2SO4}}}

## Voorkomen als mineraal
Zinkhydroxide komt in de natuur voor onder minerale vorm. Er zijn 3 mineralen bekend:
- wülfingiet
- ashoveriet
- sweetiet

## Toepassingen
Zinkhydroxide wordt verwerkt in verbanden. Het wordt in chemische context gebruikt om zinkoxide te bereiden.

## Amfoteer karakter
Net als bijvoorbeeld lood(II)hydroxide, aluminiumhydroxide, tin(II)hydroxide en chroom(II)hydroxide is zinkhydroxide amfoteer. Het is bijgevolg goed oplosbaar in een verdunde oplossing van een zuur of een base.
Bij toevoegen van een overmaat zoutzuur lost de neerslag van zinkhydroxide op en vormt zich een kleurloze oplossing van [Zn(H2O)6]2+-ionen.
Bij toevoegen van een overmaat natriumhydroxide lost de neerslag van zinkhydroxide op en vormt zich een kleurloze oplossing van het zinkaat-ion:
{\displaystyle {\ce {Zn(OH)2 + 2OH- -> Zn(OH)4^2-}}}
Dit vindt toepassing in de kwalitatieve analyse van ionen als een test voor de aanwezigheid van zinkionen in een oplossing. Lood en aluminium vertonen hetzelfde gedrag (met vorming van respectievelijk het plumbaat- en aluminaat-ion). Maar in tegenstelling tot loodhydroxide en aluminiumhydroxide lost zinkhydroxide op in ammoniak en vormt dan een kleurloos ammine-complex.